# 크리스티앙 벤테케
크리스티앙 벤테케 리올로(프랑스어: Christian Benteke Liolo, 1990년 12월 3일 ~ )은 콩고 민주 공화국 출생 벨기에의 축구 선수로 현재 미국 메이저 리그 사커의 D.C. 유나이티드에서 공격수로 활약 중이다.

## 어린 시절
벤테케는 1990년 자이르(현재의 콩고 민주 공화국) 킨샤사에서 태어났다. 벤테케와 그의 가족은 모부투 정권에서 벗어나 벨기에 리에주로 이주하였다.

## 사생활
벤테케의 동생 조나탕 벤테케는 알레마니아 아헨 소속의 축구 선수이다.

## 수상 경력
스탕다르 리에주
- 벨기에 프로 리그 (1): 2008-09